# Wang Su-bok
En aquest nom coreà, el cognom és Wang.
Wang Su-bok (coreà: 왕수복)  (Kangdong, 5 de març de 1917 - Pyongyang, 1 de juny de 2003) va ser una cantant nord-coreana, la més popular de tot Corea el 1935, durant l'ocupació japonesa. És generalment reconeguda com una artista femenina transformadora i precursora del K-pop modern.

## Biografia
Nascuda el 1917, Wang Su-bok va estudiar a la Chosen Dancing Girls School de Pyongyang, que estava especialitzada en l'entrenament de kisaeng. Allà es formava les noies en cant, ball, música i vestuari. Ella es va graduar el 1931. Va debutar com a cantant kisaeng tot seguit, el 1933, i va gaudir d'una àmplia popularitat durant la resta de la dècada. Una de les seves cançons més populars va ser Ulchi marayo (lit. ‘No ploris’). Entre d'altres, cantava a l'estil kinminyo, un estil tradicional de folk. En aquella època, va signar tant amb Columbia Records com amb Polydor Records. Alguns artistes populars coetanis eren Lee Eun-pa i les germanes Jeogori.
El gener del 1934, Wang va aparèixer a la primera emissió de ràdio en coreà en directe al Japó. La transmissió va ser organitzada per la Corporació Emissora del Japó, i va estar acompanyada per la Kyongsong Broadcasting Orchestra. El 1935, va guanyar un concurs de popularitat per a cantants organitzat per Samcheolli Co. El novembre d'aquell any, era la cantant femenina més popular a Corea.
El 1936, quan estava al cim de la seva popularitat, Wang era coneguda com la «reina de les cançons populars». Es va mudar al Japó per a estudiar música occidental i s'hi va formar com a mezzosoprano; cantava sobretot cançons populars de la dinastia Joseon emulant l'estil vocal occidental. En una entrevista d'aquell temps, va declarar: «Vull cantar moltes cançons populars de Joseon, tal com Choi Seung-hee va recuperar la dansa de l'època». Els japonesos, que havien colonitzat Corea, van intentar impedir l'ús de la llengua coreana en la música popular, així que la carrera musical de Wang va aturar-se vora el 1942. La va reprendre el 1953, passat l'armistici amb Corea del Sud, com a cantant amb la Central Radio Broadcasting Commission. El 1955, s'havia convertit en vocalista de l'Orquestra Simfònica Nacional de Corea del Nord.
El 1977, pel seu 60è aniversari, el president nord-coreà Kim Il-sung li va enviar un regal. El 1997, pel seu 80è natalici, el seu fill i successor Kim Jong Il també li va enviar un regal. Va morir el 2003.

## Premis
El 1959, se li va concedir el títol d'actor merescut de la República Popular Democràtica de Corea.

## Llegat
Wang Su-bok va aparèixer en un llibre i una exposició de Choi Kyu-sung, titulats Ancestors of Girl Groups, que descrivien les dones cantants pioneres de Corea i que precedien la popularitat dels grups de noies de K-pop al país.

## Vida personal
Wang va ser parella del novel·lista Lee Hyo-seok, a qui va conèixer a la cafeteria de la seva germana a Pyongyang. Més tard, es va casar amb l'economista Kim Kwang-jin, que, al seu torn, havia estat amb el poeta No Chun-myeong.